# Augusto Caminito
Augusto Caminito (* 1. Juli 1939 in Neapel; † 23. August 2020 in Rom) war ein italienischer Drehbuchautor, Filmproduzent und -regisseur.

## Leben
Caminito trat seit Mitte der 1960er Jahre als Drehbuchautor zahlreicher Genrefilme in Erscheinung; ab den 1980er Jahren wechselte er zum Produzieren dieser Filme für die Scena Film, wobei er zahlreiche Erfolge beim Publikum, selten jedoch bei den Kritikern, feiern konnte. Zwei Mal trat er als Regisseur in Erscheinung: 1970 für einen dokumentarischen Streifen in Co-Regie und fast zwanzig Jahre später bei der negativ aufgenommenen Fortsetzung der Geschichte von Nosferatu – Phantom der Nacht.

## Filmografie (Auswahl)
- 1967: Das Gold von Sam Cooper (Ognuno per sé)
- 1967: Ein Halleluja für Django (La più grande rapina del West)
- 1967: Der lange Tag der Rache (I lunghi giorni della vendetta)
- 1967: Poker mit Pistolen (Un poker di pistole)
- 1967: Rocco - Ich leg' dich um (L'ultimo killer)
- 1967: Tödlicher Ritt nach Sacramento (Con lui cavalca la morte)
- 1967: Top Job (Ad ogni costo)
- 1969: Der blauäugige Bandit (Barbagia (La società del malessere))
- 1971: Der Todesengel (La vittima designata)
- 1973: Blu Gang
- 1974: Zwei Missionare (Porgi l'altra guancia)
- 1989: Kinski Paganini (Paganini)
- 1990: King of New York – König zwischen Tag und Nacht (King of New York)
- 1991: Paprika – Ein Leben für die Liebe (Paprika)